# Чайка Олександр Миколайович
Чайка Олександр Миколайович (нар. 23 липня 1974, Суми, СРСР) — український серійний вбивця, також відомий як «Мисливець за шубами» (жертвами він обирав жінок, одягнених в шуби). Всі вбивства зробив у Москві, у ліфтах багатоповерхових будинків.

## Біографія
У 1989 році у віці 14 років Чайка був заарештований за групове зґвалтування (ст. 117 КК УРСР), засуджений до 5 років позбавлення волі. Термін відбував у Курязької ВТК Харківської області, був звільнений 16 липня 1993 року умовно-достроково.
Олександр Чайка прибув до Москви в грудні 1993 року зі своїми земляками Русланом Якименко та Дмитром Скринніковим. Вночі 24 грудня приятелі скоїли розбійний напад, після чого Якименко і Скринніков поїхали додому, а Чайка залишився в Москві. 31 січня 1994 року у Москві 19-річний Олександр здійснив перше вбивство — зарізав 38-річну жінку, завдавши 21 удару ножем. Понівечене тіло жінки зміг пізнати тільки син жертви. Сліди зґвалтування не було, не було знайдено ні мотивів злочину, ні особливих зачіпок для його розкриття. 7 лютого 1994 року Чайка сімнадцятьма ударами ножем вбив 50-річну жінку та викрав її золоті кільця. 8 лютого 1994 року вбивця наніс вісім смертельних ножових поранень 82-річну жінку та викрав її сумку і золоті кільця. 12 лютого 1994 року Чайка вбив останню жертву — 40-річну жінку, вперше допустивши помилку і залишивши на місці злочину свої сліди.
Під час розслідування ще після другого вбивства за характером ножових поранень було встановлено, що це серійні вбивства, вчинені молодим хлопцем високого зросту. Пошуками злочинця було зайнято велику кількість співробітників міліції. Жінки-оперативники в шубах прогулювалися по Москві в надії привернути увагу вбивці. Але в ході операції під кодовою назвою «Шуба» був спійманий звичайний хуліган — ніж, знайдений у нього, не мав відношення до скоєних вбивств.
Орієнтування, за якою шукали злочинця, була скромною. Було відомо, що підозрюваний носив чорний одяг. 14 лютого 1994 року оперативники помітили молодого чоловіка біля метро Університет, який був одягнений у чорну куртку, сіро-чорні штани і ніс чорний мішок. Співробітники міліції пішли за ним. Через кілька годин підозрюваний був затриманий. Після арешту Чайка зізнався у скоєнні вбивств. Він був засуджений до смертної кари, але через мораторій відбуває довічне ув'язнення. Якименко і Скринніков були засуджені до 6 років позбавлення волі.

### У масовій культурі
- Кримінальна Росія. «Справа Чайки. Операція „Шуба“» (1995).
- Вчився в школі разом з Володимиром Пахолюком, солістом групи "Хамерман Знищує Віруси". За мотивами діяльності Чайки була написана пісня «Сільвер Хаммер».